# Mátra
De Mátra is het centrale gebergte van het Noord-Hongaarse middelgebergte. Het maakt deel uit van de zuidflank van de noordelijke Karpaten en is van vulkanische oorsprong. Het gebergte ligt op een gemiddelde hoogte van 700 à 800 meter boven zeeniveau en bereikt met de Kékes (ook: Kékes-tető) zijn grootste hoogte: 1015 m. Dit is tevens de hoogste berg van Hongarije. Het gebergte vormt de schakel tussen de heuvels van de Cserhát in het westen en de bergen van de Bükk in het oosten.
De Zagyva en de Tarna vormen de (noord)westelijke en de oostelijke grensrivieren van het gebergte. Het gehele gebergte watert af op de Zagyva, hetzij direct, hetzij via een van haar zijrivieren, waaronder de Tarna. De Zagyva is op haar beurt een zijrivier van de Tisza.
De zuidkant van de Mátra (Mátraalja) is een wijnbouwgebied. Hier bevindt zich ook de belangrijkste stad van het gebied: Gyöngyös.
In de Mátra werd van oudsher mijnbouw bedreven. Tot 1986 bevond zich bij Recsk een kopermijn.
Het toerisme in de Mátra heeft sinds 1920, toen de hoogste bergen van Hongarije buiten het land kwamen te liggen, een hoge vlucht genomen. Tussen Gyöngyös en Mátrafüred resp. Lajosháza liggen twee smalspoorlijntjes.